# 36 Comae Berenices
Désignations
36 Comae Berenices (en abrégé 36 Com) est une étoile géante de la constellation boréale de la Chevelure de Bérénice. Elle est visible à l’œil nu avec une magnitude apparente de 4,76. L'étoile présente une parallaxe annuelle mesurée par le satellite Gaia de 9,35 millisecondes d'arc, ce qui permet d'en déduire qu'elle est distante d'environ ∼ 349 a.l. (∼ 107 pc) de la Terre. Elle se rapproche légèrement de la Terre à une vitesse radiale de −1,67 km/s.
36 Com est une géante rouge de type spectral M0,5 III. Placée dans le diagramme de Hertzsprung–Russell, elle est actuellement située dans le stade d'évolution de la branche asymptotique des géantes, ce qui indique qu'elle a consommé les réserves d'hydrogène qui étaient contenues en son cœur et qu'elle génère désormais de l'énergie grâce à la fusion de l'hydrogène et de l'hélium au sein de coquilles concentriques entourant un cœur inerte composé de carbone et d'oxygène. Elle s'est étendue jusqu'à atteindre un rayon qui est 43 fois plus grand que celui du Soleil. Elle émet 372 fois la luminosité du Soleil depuis sa photosphère à une température de surface de 3 890 K.
Il s'agit d'une variable suspectée, sa magnitude variant légèrement entre la magnitude 4,74 et 4,82. Elle figure sous la cote 6046 dans le New Catalogue of Suspected Variable Stars.